# Irek Enwarowitsch Faisullin

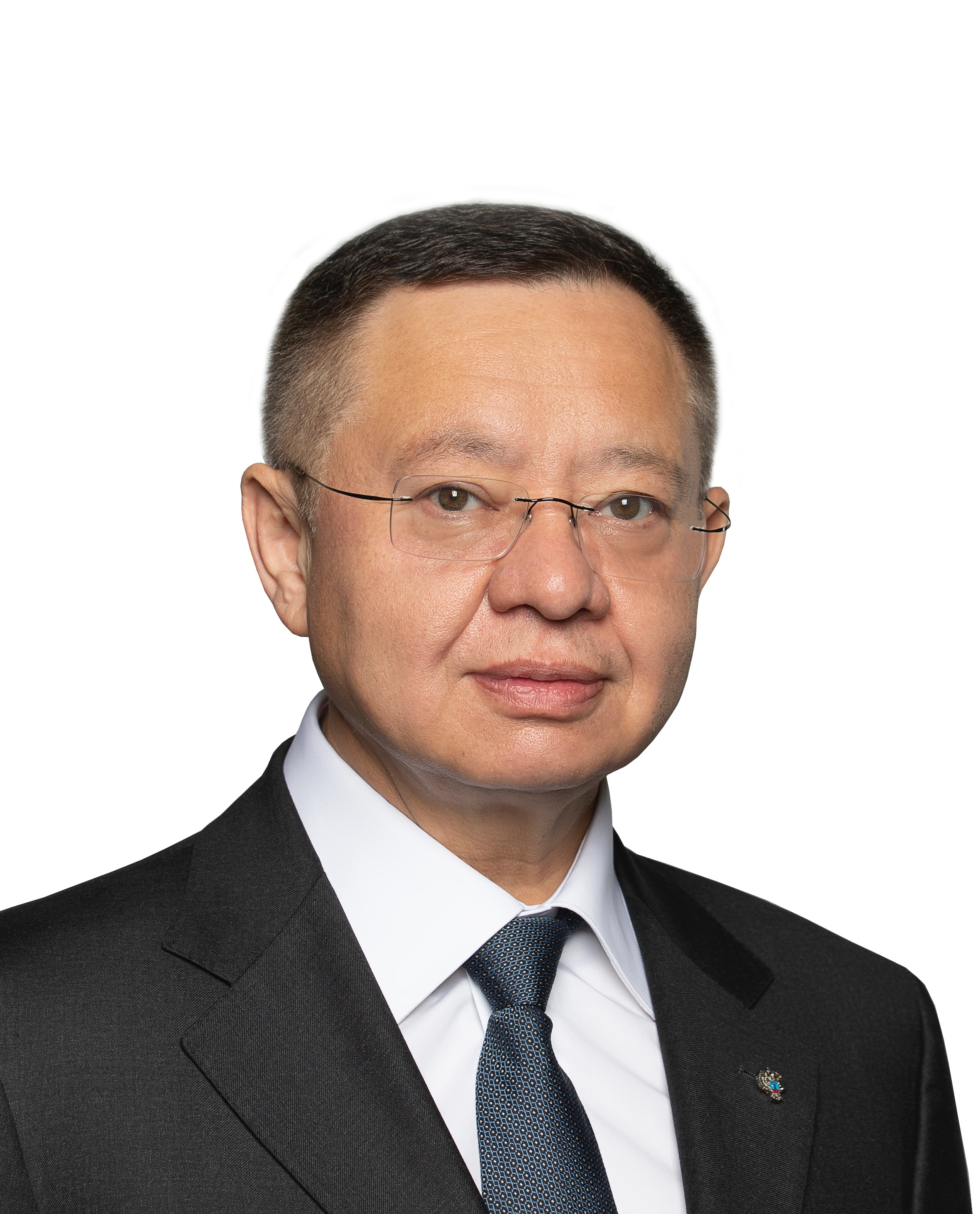
Irek Faisullin

Irek Enwarowitsch Faisullin (russisch Ирек Энварович Файзуллин, tatarisch Ирек Әнвәр улы Фәйзуллин, * 8. Dezember 1962 in Kasan, UdSSR) ist seit dem 10. November 2020 russischer Minister für Bau- und Wohnungswesen und Vorstandsmitglied der russischen Eisenbahnen, wozu er von der Regierung der Russischen Föderation ernannt wurde.

## Werdegang
Faisullin war vom 22. Januar 2020 bis zum 9. November 2020 stellvertretender Minister für Bau und Wohnungswesen, als der russische Ministerpräsident Michail Mischustin Faisullins Kandidatur für das Amt des Ministers für Bau und Wohnungswesen vorschlug. Er wurde von der Staatsduma zugelassen und am 10. November im Amt bestätigt.

## EU-Sanktionen
Am 28. Februar 2022 setzte die Europäische Union ihn im Zusammenhang mit dem Überfall Russlands auf die Ukraine 2022 auf eine schwarze Liste. Sowohl Militärangehörige als auch militärische Ausrüstung der russischen Streitkräfte wurden mit den russischen Eisenbahnen, deren Vorstandsmitglied Faisullin ist, in die Gebiete in der Nähe der ukrainischen Grenze transportiert.